# Varujan Burmaian
Varujan Burmaian (São Paulo, ? – Denver, 1 de setembro de 2006) foi um advogado, empresário e diplomata brasileiro. 
Filho de imigrantes armênios, formou-se em Direito pela Faculdade de Direito do Largo São Francisco, mas destacou-se pela inovação no comercio de calçados onde tornou-se líder de mercado. Atuou, inicialmente, com as Lojas Pejan e mais recentemente com as Lojas DIC, World Tennis e Lojas Brasília. Na década de 1960 fundou o Banco Sofisa.
No governo do presidente Fernando Henrique Cardoso, foi nomeado embaixador do Brasil para a Armênia.